# 쓰쿠시국
쓰쿠시 국(일본어: 筑紫国 쓰쿠시노쿠니[*])은 일본의 옛 행정 구역이다. 현재의 후쿠오카현 중 동부(부젠국)를 제외한 대부분에 해당한다. 7세기 말, 지쿠젠국과 지쿠고국으로 분할되었다.